# Filzbach
Filzbach är en ort i kommunen Glarus Nord i kantonen Glarus i Schweiz. Den ligger cirka 10 kilometer nordost om Glarus. Orten har 553 invånare (2023).
Orten var före den 1 januari 2011 en egen kommun, men slogs då samman med kommunerna Bilten, Mollis, Mühlehorn, Niederurnen, Näfels, Oberurnen och Obstalden till den nya kommunen Glarus Nord.